# Enrico Cibelli
Enrico Cibelli (ur. 14 lipca 1987 w San Marino) – sanmaryński piłkarz występujący na pozycji napastnika w SP Tre Penne, reprezentant San Marino w latach 2008–2013.

## Kariera klubowa
Wychowanek szkółki piłkarskiej klubu San Marino Calcio. W sezonie 2005/06 rozpoczął karierę na poziomie seniorskim w SP Tre Penne, z którym wywalczył Superpuchar San Marino 2005 oraz dotarł do finału Pucharu San Marino, w którym zdobył gola przeciwko AC Libertas (1:4). W latach 2006-2007 był zawodnikiem włoskiego zespołu Viserba Calcio, gdzie trenował w grupach młodzieżowych. Latem 2007 roku został piłkarzem AC Cattolica Calcio (Eccelenza Emilia-Romagna). W sezonie 2007/08 zajął z tym klubem ostatnie, 18. miejsce w tabeli grupy B, oznaczające spadek do Promozione Emilia-Romagna.
W grudniu 2008 roku opuścił zespół i powrócił do SP Tre Penne. W 2009 roku otrzymał od FSGC nagrodę Golden Boy, przyznawaną najlepszemu sanmaryńskiemu piłkarzowi do lat 23. Latem 2010 roku zadebiutował w europejskich pucharach w przegranym 3:13 dwumeczu z HŠK Zrinjski Mostar w kwalifikacjach Ligi Europy 2010/11. W 2011 roku został mianowany kapitanem zespołu. W sezonie 2011/12 wywalczył z SP Tre Penne mistrzostwo San Marino i otrzymał wyróżnienie Pallone di Cristallo. W sezonie 2012/13 zdobył kolejny tytuł mistrzowski oraz Superpuchar San Marino, strzelając dwie bramki w finałowym meczu z SP La Fiorita (2:1). Na zakończenie rozgrywek został nominowany do nagrody Pallone di Cristallo. 9 lipca 2013 wystąpił on w wygranym 1:0 spotkaniu z Szirakiem Giumri w eliminacjach Ligi Mistrzów 2013/14, który to mecz jest pierwszym zwycięstwem odniesionym przez sanmaryński klub w oficjalnych rozgrywkach pod egidą UEFA.
Latem 2014 roku Cibelli przerwał karierę i wyjechał do Madrytu (Hiszpania), gdzie mieszkał i pracował przez 3 lata. Po powrocie do San Marino negocjował warunki umowy z SP Tre Penne, jednak rozmowy zawieszono do czasu odzyskania przez niego odpowiedniej kondycji fizycznej. W styczniu 2018 roku został zawodnikiem AC Libertas, dla którego rozegrał 12 ligowych spotkań. W lipcu 2018 roku powrócił do SP Tre Penne, z którym w sezonie 2018/19 wywalczył mistrzostwo kraju.

## Kariera reprezentacyjna
W latach 2004-2005 Cibelli zanotował 6 spotkań w reprezentacji San Marino U-19 podczas dwóch turniejów kwalifikacyjnych do Mistrzostw Europy. W latach 2005-2008 zaliczył 11 występów w kadrze U-21, dla której zdobył gola w przegranym 1:6 meczu z Węgrami w eliminacjach Mistrzostw Europy 2009.
W sierpniu 2007 roku otrzymał od Giampaolo Mazzy pierwsze powołanie do seniorskiej reprezentacji San Marino na mecz przeciwko Cyprowi, w którym zastąpił w składzie Michele Maraniego. 15 października 2008 zadebiutował w przegranym 0:4 spotkaniu przeciwko Irlandii Północnej w eliminacjach Mistrzostw Świata 2010. W meczu tym wszedł on na boisko w 86. minucie, zastępując Manuela Maraniego. Ogółem w latach 2008-2013 rozegrał w drużynie narodowej 11 spotkań (wszystkie zakończyły się porażką San Marino), nie zdobył żadnej bramki.

## Sukcesy

### Zespołowe
SP Tre Penne
- mistrzostwo San Marino: 2011/12, 2012/13, 2018/19
- Superpuchar San Marino: 2005, 2013

### Indywidualne
- Golden Boy: 2009
- Pallone di Cristallo: 2012